# Comunicado Conjunto del Estado del Japón y la República Popular China
El Comunicado Conjunto del Estado del Japón y la República Popular China fue firmado en Pekín el 29 de septiembre de 1972. El documento establecía relaciones diplomáticas entre Japón y la República Popular China y resultó en el fin de las relaciones oficiales entre Japón y la República de China (Taiwán). Específicamente , el tratado terminaba las "relaciones anormales entre Japón y China", reconocía a la República Popular China como el "único gobierno de China" y renunciaba a reclamar cualquier reparación de guerra de la Segunda Guerra Mundial. Se mantenía firme en relación con su postura sobre el Artículo 8 de la Declaración de Potsdam.